# 迈克尔·芬利

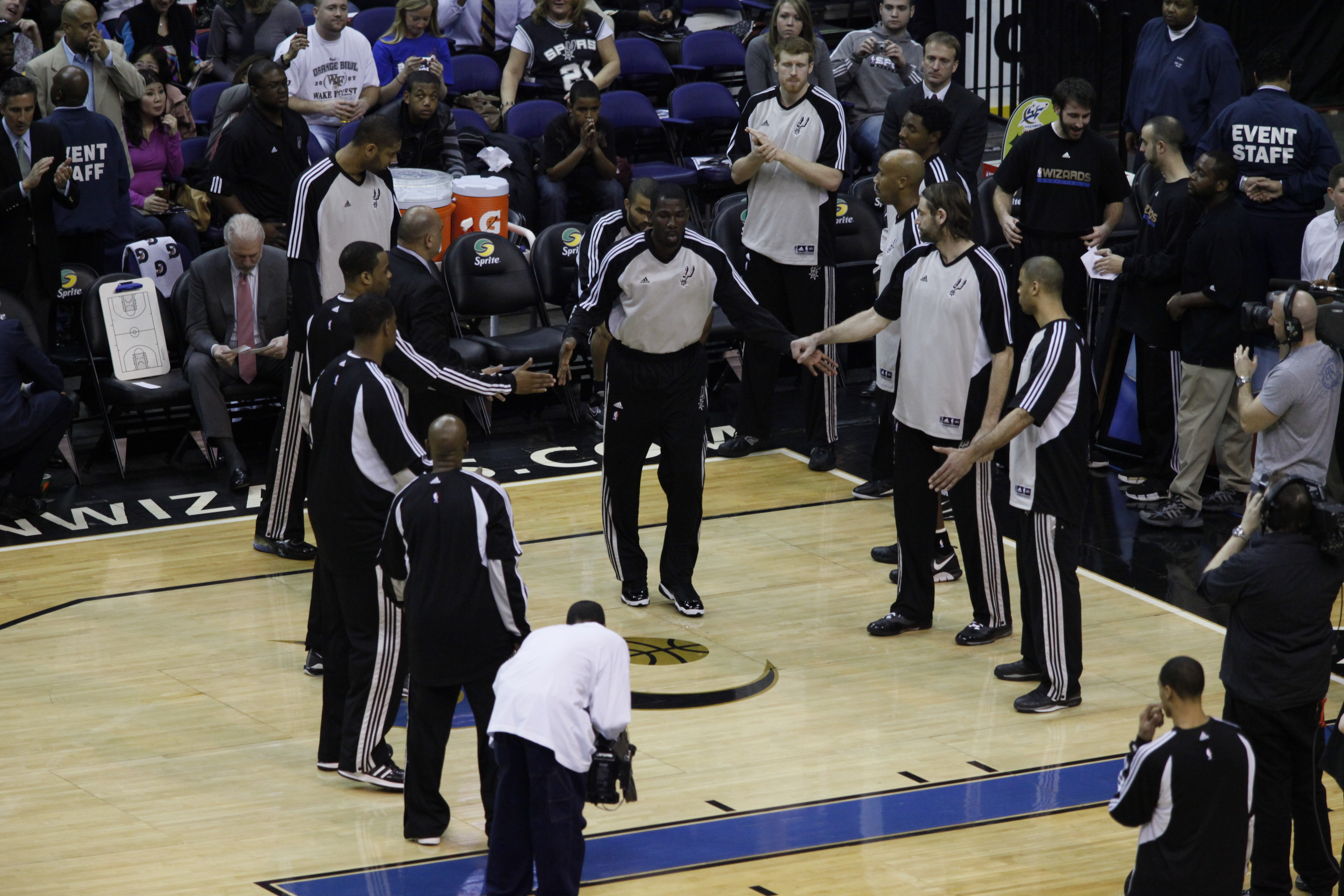
2009年

迈克尔·霍华德·芬利（英語：Michael Howard Finley，1973年3月6日—），出生於美國伊利諾州的梅尔罗斯帕克，為前美国职业篮球运动员，場上位置為鋒衛搖擺人。

## 外部連結
- 迈克尔·芬利的X（前Twitter）
- 迈克尔·芬利的Instagram帳戶